# Zeeslang (DippieDoe)
Zeeslang, (eerdere namen: Achtbaan en Avonturenslang) was een stalen achtbaan gebouwd door de Duitse attractiebouwer Zierer naar het model Tivoli Medium. Het reed zijn laatste rondjes in het Nederlandse attractiepark DippieDoe in Best.

## Geschiedenis

### Avonturenpark Hellendoorn
In 1978 werd de eerste achtbaan van Avonturenpark Hellendoorn geopend onder naam Avonturenslang. De achtbaan heeft daar tot 2004 gestaan, totdat het werd vervangen door de achtbaan Donderstenen en werd doorverkocht.

### DippieDoe
In 2005 verhuisde de achtbaan naar attractiepark DippieDoe. Daar opende de achtbaan als Achtbaan en was het voor het park ook de eerste achtbaan die het in gebruik nam. Vanaf 2010 kreeg het de naam Zeeslang welke het behield tot de sluiting van de achtbaan in 2013. In datzelfde jaar werd de achtbaan afgebroken. Vanaf 2018 opende op deze locatie achtbaan Dolle Pier.

## Technische gegevens
Het parcours van de achtbaan is 200 meter lang en 6 meter hoog. De maximumsnelheid is 32 km/u. De rit duurt 1:36 minuten en de attractie gaat per rit 2 rondjes over het traject.
De achtbaan heeft één achtbaantrein, met 12 wagons en per wagon 1 rij van 2 personen, die wordt opgetakeld met een wieloptakeling. De voorste achtbaanwagon heeft de vorm van het hoofd van een slang.